# Real Orden Victoriana
La Real Orden Victoriana (en inglés Royal Victorian Order) es una orden dinástica de caballería que reconoce el servicio personal distinguido al soberano británico, monarca reinante de los reinos de la Mancomunidad de Naciones, a cualquiera de los miembros de la Familia Real Británica o a los gobernadores generales de los reinos. Fundada el 21 de abril de 1896, la capilla de la Orden es la capilla del Savoy, su día oficial es el 20 de junio y su lema es VICTORIA, en alusión a su fundadora, la reina Victoria. No hay límites en el número de miembros y la entrada sigue siendo por distinción personal del monarca. Cada uno de los cinco grados de organización jerárquica y de los tres niveles de medalla representan los diferentes niveles de servicio. No debe ser confundida con la Real Cadena Victoriana, condecoración que no forma parte de esta Orden.

## Creación

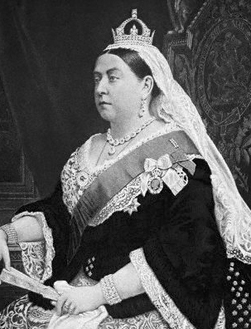
La reina Victoria, fundadora de la Real Orden Victoriana.

Antes del fin del siglo XIX, la mayoría de los honores generales en el imperio británico fueron concedidos por el soberano con el asesoramiento de sus ministros británicos, que a veces solicitaban el consejo de ministros de la Corona en los dominios y colonias. En aquel momento las órdenes de caballería más antiguas y de mayor rango eran la Orden de la Jarretera y la Orden del Cardo, siendo por otorgamiento personal del soberano, tal como había sido desde la época medieval, aunque su número se limitaba a 40 miembros entre ambas órdenes.
Así, la reina Victoria estableció el 21 de abril de 1896 la Real Orden Victoriana, fundada como la menor de las órdenes de caballería y como orden personal, lo que le permitió conceder directamente los honores, por servicios personales, en todo el imperio. Se creó un año antes del Jubileo de Diamante de la reina Victoria, a fin de dar tiempo a la soberana para completar una lista de los primeros homenajeados. Como día oficial de la Orden se tomó el 20 de junio de cada año, para conmemorar el aniversario de la ascensión de la reina Victoria al trono.
Después de 1931, cuando fue instituida la Mancomunidad de Naciones y los antiguos dominios del Imperio británico se convirtieron en estados independientes, en igualdad de condiciones con el Reino Unido, la Real Orden Victoriana ha seguido siendo un honor abierto a todos los reinos de la monarquía; así, como con el monarca que la confiere, la orden ha dejado de ser únicamente británica. La orden estuvo abierta desde su creación para los extranjeros, como el prefecto de los Alpes Marítimos y el alcalde de Niza, siendo este el primero en recibir tal honor en 1896.

## Oficiales y grados

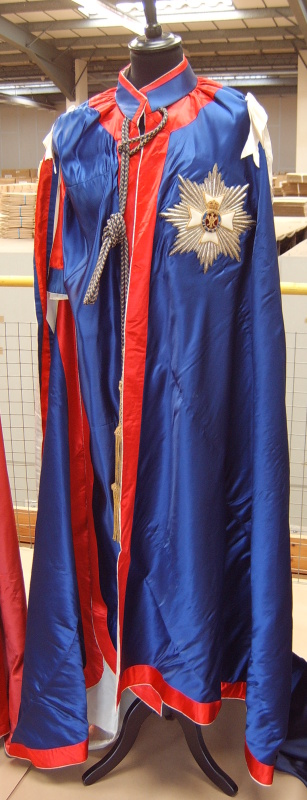
Manto de la Orden portando la placa de Caballero de Gran Cruz.

El monarca reinante de cada uno de los reinos de la Mancomunidad de Naciones se encuentra a la cabeza de la Real Orden Victoriana como su soberano, seguido por el gran maestre; este puesto fue creado en 1937 y ocupado por la reina Isabel (más tarde la Reina Madre) hasta su muerte, en 2002. 

La reina Isabel II del Reino Unido, en 2007, nombró entonces a su hija, Ana, la princesa real, para el puesto. Siguiendo a estas dos personas están los cinco cargos de la Orden: el canciller, ocupado por el lord Chambelán, el secretario, ocupado por el guardián de los fondos de la Corona y tesorero de la reina, el registrador, ocupado por el secretario de la Cancillería Central de las Órdenes de caballería, el capellán, ocupado por el capellán de la Capilla de los Saboya de la reina, y el genealogista.

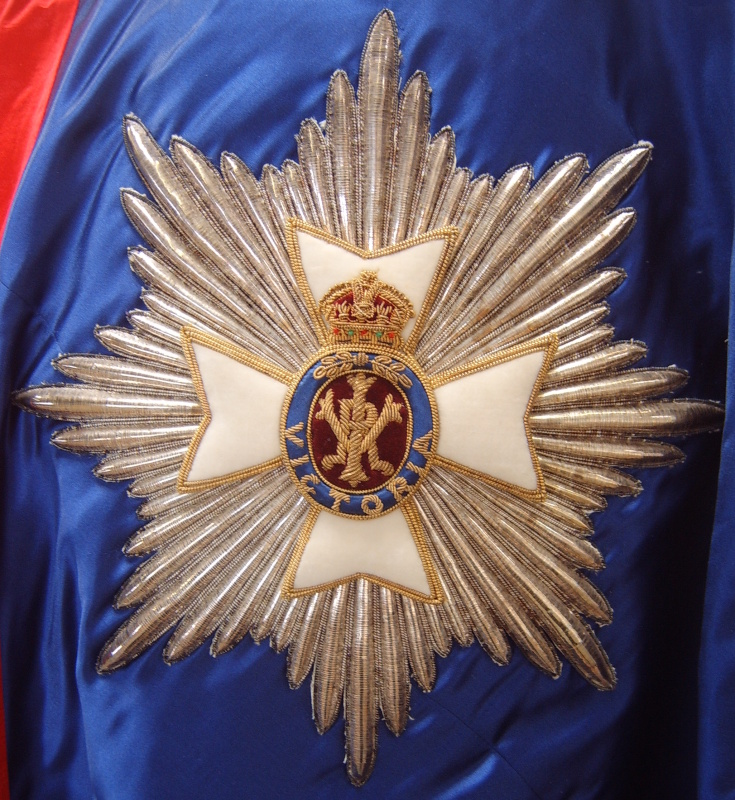
Vista en detalle del bordado de hilo de oro de la estrella de caballero o dama de Gran Cruz de la Real Orden Victoriana.

Después siguen el resto de los miembros de la Orden, que se dividen en cinco categorías jerarquizadas - los dos principales galardones se confieren mediante la ceremonia medieval del espaldarazo, además de permitir añadir las siglas correspondientes tras el nombre de pila - y, por último, los titulares de la Medalla Real Victoriana de oro, plata o de bronce. Los extranjeros pueden ser admitidos como miembros honorarios y no hay límite de población de cualquier grado, siendo posibles las promociones.
Los tratamientos protocolarios no son utilizados por los príncipes, princesas o pares de los grados más altos de la Orden, salvo cuando sus nombres están escritos en su forma completa para los actos más solemnes. Los deanes retirados de los lugares de Culto Real de la Capilla de San Jorge (Castillo de Windsor) y de la Abadía de Westminster generalmente son investidos como Caballeros Comendadores; sin embargo, los clérigos designados para los niveles superiores de la Real Orden Victoriana no usan los tratamientos asociados y los miembros honorarios no están autorizados a utilizarlos.
Antes de 1984, los grados de teniente y miembro eran designados como "miembro (4ª clase)" y "miembro (5ª clase)", respectivamente. El 31 de diciembre de ese año, la reina Isabel II decidió cambiar la denominación de "miembro (4ª clase)" a teniente.
| Grados de la Real Orden Victoriana: | Grados de la Real Orden Victoriana: | Grados de la Real Orden Victoriana: | Grados de la Real Orden Victoriana: | Grados de la Real Orden Victoriana: | Grados de la Real Orden Victoriana: | Grados de la Real Orden Victoriana: |
| ----------------------------------- | ----------------------------------- | ----------------------------------- | ----------------------------------- | ----------------------------------- | ----------------------------------- | ----------------------------------- |
| Grados                              | Caballero/Dama gran cruz            | Caballero/Dama comendador           | Comendador                          | Teniente                            | Miembro                             | Medalla                             |
| Grados (inglés)                     | Knight/Dame Grand Cross             | Knight/Dame Commander               | Commander                           | Lieutenant                          | Member                              | Medal                               |
| Título                              | Sir/Dame                            | Sir/Dame                            |                                     |                                     |                                     |                                     |
| Siglas                              | GCVO                                | KCVO/DCVO                           | CVO                                 | LVO                                 | MVO                                 | RVM                                 |
| Insignia                            |                                     |                                     |                                     |                                     |                                     |                                     |

## Actuales Caballeros y Damas Gran Cruz
- Soberano: Carlos III
- Gran maestre: Ana, princesa real

Caballeros y damas gran cruz
| Bandera | Nombre                                 | Título                                                | Año de Nombramiento |
| ------- | -------------------------------------- | ----------------------------------------------------- | ------------------- |
|         | Príncipe Eduardo de Kent               | Familia Real                                          | 1960                |
|         | Princesa Alejandra de Kent             | Familia Real                                          | 1960                |
|         | Príncipe Ricardo de Gloucester         | Familia Real                                          | 1974                |
|         | Princesa Catalina de Kent              | Familia Real                                          | 1977                |
|         | David Ogilvy, conde de Airlie          | Lord chambelán                                        | 1984                |
|         | Princesa Brígida de Gloucester         | Familia Real                                          | 1989                |
|         | Sir William Heseltine                  | Principal secretario privado de la reina Isabel II    | 1990                |
|         | Sir Brian Fall                         | Diplomático británico                                 | 1994                |
|         | Sir Matthew Farrer                     | Abogado privado de la reina Isabel II                 | 1994                |
|         | Lord Thomas Stonor                     | Lord chambelán                                        | 1998                |
|         | Mayor general sir Simon Cooper         | Mayordomo                                             | 2000                |
|         | Lord Richard Luce                      | Lord chambelán                                        | 2000                |
|         | Vicealmirante lord Jeffrey Sterling    | Presidente del Jubileo de Oro                         | 2002                |
|         | Sir Robert Lindsayrd                   | Lord chambelán de la reina madre                      | 2002                |
|         | Príncipe Miguel de Kent                | Familia Real                                          | 2003                |
|         | Sir John Holmes                        | Diplomático británico                                 | 2004                |
|         | Sir Peter Torry                        | Diplomático británico                                 | 2004                |
|         | William Peel                           | Lord chambelán                                        | 2006                |
|         | Lord Robin Janvrin                     | Principal secretario privado de la reina Isabel II    | 2007                |
|         | Sir Donald McKinnon                    | Secretario general de la Mancomunidad de Naciones     | 2009                |
|         | Princesa Sofía de Edimburgo            | Familia Real                                          | 2010                |
|         | Sir Hugh Roberts                       | Supervisor de las obras de arte de la reina Isabel II | 2010                |
|         | Príncipe Andrés, duque de York         | Familia Real                                          | 2011                |
|         | Príncipe Eduardo, duque de Edimburgo   |                                                       | 2011                |
|         | Sir Michael Peat                       | Principal secretario privado del príncipe de Gales    | 2011                |
|         | Camila, reina consorte                 | Familia Real                                          | 2012                |
|         | Sir Alan Reid                          | Guardián del Tesoro Privado                           | 2012                |
|         | Lady Susan Hussey                      | Dama de honor de la reina Isabel II                   | 2013                |
|         | Dama Mary Morrison                     | Dama de compañía de la reina Isabel II                | 2013                |
|         | Lord Peter Ricketts                    | Diplomático británico                                 | 2014                |
|         | Lord Christopher Geidt                 | Principal secretario privado de la reina Isabel II    | 2017                |
|         | Sir Stephen Lamport                    | Receptor general de la abadía de Westminster          | 2018                |
|         | Teniente coronel sir Andrew Ford       | Contralor, Oficina del lord chambelán                 | 2018                |
|         | Catalina, princesa de Gales            | Familia Real                                          | 2019                |
|         | Mariscal de campo lord Charles Guthrie | Guardián del cetro                                    | 2019                |
|         | Lord Richard John Chartres             | Deán de las capillas reales                           | 2019                |
|         | Lord Andrew Parker                     | Lord chambelán                                        | 2021                |
|         | El duque de Norfolk                    | Conde mariscal de Inglaterra                          | 2022                |